# Bayernland
Die Bayernland eG ist eine bayerische Molkereigenossenschaft mit Hauptsitz in Nürnberg. 
Mit einer jährlichen Absatzleistung von über 300.000 Tonnen Milchprodukten (Konzern) im In- und Ausland gehört Bayernland zu den führenden Vermarktern milchwirtschaftlicher Erzeugnisse.

## Unternehmensgeschichte
Das Unternehmen wurde am 27. März 1930 von Adam Pickel und Georg Bachmann unter dem Namen „Bayerische Markenbutter-Verkaufsgenossenschaft“ in Nürnberg gegründet. In dieser Genossenschaft schlossen sich Hersteller zusammen. Zu Beginn lieferten 16, zum Jahresende bereits 45 Molkereien Milch an die Genossenschaft. Wenige Jahre später wurden unter dem geänderten Namen „Bayerische Butter-Verkaufsgenossenschaft“ alle Buttersorten vermarktet. 1936 waren bereits 100 Milchlieferer angeschlossen. Während der Zeit des Nationalsozialismus firmierte das Unternehmen als „Molkerei-Zentrale Bayern“.
1951 wurde das Exportgeschäft aufgenommen. Mit dem „Bayerischen Molkereiverband Kempten“ (Allgäu) wurde eine Verkaufsgenossenschaft gebildet, 1954 fusionierten beide. In Nürnberg wurde ein Schmelzkäsewerk gebaut. 1957 wurde der „Bierwürfel“ (ein Kümmelkäse) als Markenzeichen angemeldet. Anfänglich lief der Milch- und Käsevertrieb unter verschiedenen Markennamen bis schließlich 1965 Bayernland offiziell als Markenzeichen eingetragen wurde.
Anfang der 1980er gründeten die Molkereizentralen Bayern und Hessen die „Molkereizentrale Süd“, welche im Jahr 1993 in die Bayernland eG umfirmierte. Diese zählt seither zu den führenden Vermarktern milchwirtschaftlicher Erzeugnisse. Ende der 1990er Jahre wurde das Bayernland Sortiment neu strukturiert, Produkte aus Italien und der Schweiz kamen hinzu, ebenso neue Eigenmarken und Handelsmarken.
Die Domspitzmilch eG brachte sich im Jahr 2008 ein, die Käserei Bayreuth im Jahr 2010 und die Molkereigenossenschaft Pleystein eG im Jahr 2018.
Auf dem italienischen Markt etablierte sich die Bayernland s.r.l., Sterzing seit 1970 unter der Dachmarke Bayernland als größter Vermarkter für deutsche Butter und deutschen Käse. Im Jahr 2012 wurde das neue Firmengebäude der Bayernland s.r.l. in Sterzing eingeweiht, im Jahr 2017 ein neues Vertriebs- und Logistikzentrum in Verona.
Neben Italien werden die Bayernland Milchprodukte in über 50 Ländern weltweit vertrieben.

## Beteiligungen
- Bavaria Handels GmbH, Nürnberg (100 %)
- Bayernland s.r.l., Sterzing, Italien
- Bayreuther Käse-Vertriebs GmbH, Bayreuth
- Albert Herz GmbH, Kimratshofen

At-Equity-Beteiligungen
- DFF Dairy Fine Food GmbH, Ratzeburg (50 %) – (50 % Uelzena eG)
- ÖMA Beer GmbH, Lindenberg im Allgäu

## Standorte
Das Sortiment wird bayernweit an verschiedenen Standorten produziert. Der Sitz der Hauptverwaltung ist Nürnberg. Hier sitzt auch die Vertriebszentrale, die unter anderem die Marke Bayernland weltweit vermarktet. Produktionsbetriebe bestehen in Amberg, Bayreuth, Kemnath, und Regensburg. Vertriebsniederlassungen bzw. Verkaufsbüros werden in Hildesheim und Mühlheim unterhalten.
Der Milchhof Amberg produziert Frischkäse, herzhaften Hartkäse und Mozzarella. Seit dem Jahr 2001 wurde eine moderne Mozzarella-Käserei aufgebaut. Neben konventioneller Milch wird in Amberg auch Bio-Milch verarbeitet, mit Schwerpunkt auf Bio-Mozzarella und Bio-Kerniger-Frischkäse.
Die Käserei Bayreuth ist ein Herstellungs- und Verarbeitungsbetrieb für Naturkäse. Der Produktionsschwerpunkt liegt auf Mozzarella von der kleinen 1 Gramm Perle bis hin zum 15 kg schweren Block für die Lebensmittelindustrie. Im Jahr 2014 wurde die Produktion um ein neues Konfektionswerk erweitert.
Die Käserei in Kemnath produziert in Blöcken und Broten. Daneben werden in Kemnath Cagliata und Baski, vorwiegend für den italienischen und griechischen Markt, hergestellt. Ergänzt wird das Sortiment mit geräucherten Spezialitäten für Inland und europäisches Ausland.
Das Milchwerk Regensburg ist das Fettverarbeitungszentrum der Bayernland-Unternehmensgruppe. Produktionsschwerpunkte sind Frischeprodukte und Joghurt, Frischkäse, Butter, Butterfett sowie Magermilchpulver.
Die Käserei in Fürth produziert Emmentaler.

## Sortiment
Unter der Marke Bayernland wird ein umfangreiches Fachsortiment vermarktet, darunter Schnitt- und Hartkäse, Mozzarella in verschiedenen Varianten, Frischkäse, Butter und Joghurt.
Das Sortiment wird ergänzt durch italienische und Schweizer Käsekreationen. Unter der Marke Isola Fresca führt Bayernland ein Programm der beliebtesten italienischen Käsesorten. Vorrangig steht Isola Fresca für Parmesankäse sowie Gorgonzola. Das Schweizer Käseangebot von Bayernland reicht von Emmentaler AOP über Gruyère und Appenzeller bis hin zu Fondue- und Raclette-Käse.
Neben den eigenen Marken wird auch für verschiedene Handelsmarken produziert.